# Арутюнян, Арам Багратович
Арам Багратович Арутюнян (1897, Баку — 1954) — советский хозяйственный, государственный и политический деятель.

## Биография
Родился в 1897 году в Баку. Член ВКП(б) с 1920 года.
С 1920 года — на общественной и политической работе в органах ВЧК−ОГПУ−НКВД. В 1920—1946 гг. — начальник Зангезурского оперативного сектора ГПУ Армении, на работе в ЗСФСР, заместитель начальника НКВД Армянской ССР, прокурор Армянской ССР, заместитель начальника особого отдела НКВД Бакинской армии ПВО.
Избирался депутатом Верховного Совета СССР 1-го созыва.
Награждён орденом Трудового Красного Знамени Армянской ССР.